# Marie-Sophie Lousier
Marie-Sophie Lousier, née Coutouly, est une peintre miniaturiste française née le 19 septembre 1775 et morte à Paris le 16 mars 1844. Elle expose au Salon de Paris de 1799 à 1801.

## Biographie

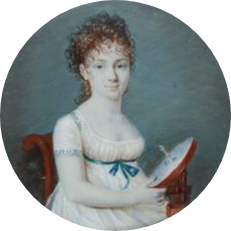
Jeune femme en train de broder (début du XIXe siècle), miniature, localisation inconnue.

Marie-Sophie Coutouly est née le 19 septembre 1775 au sein d'une éminente famille de médecins. Son père, Pierre-Victor Coutouly (1738-1814), lui-même fils du chirurgien parisien Jean-Pierre Coutouly, est un chirurgien obstétricien réputé de Paris, disciple d'André Levret, membre de l'Académie royale de chirurgie (1776), puis de la Société de médecine de Paris (1796),. Sa mère, Marie-Catherine Deforges, meurt en 1806,.
Dans les années 1790, elle étudie la peinture auprès de Jean-Baptiste Regnault, alors à la tête de l'un des ateliers les plus prestigieux de la capitale. Cet atelier comptait à cette époque de nombreuses élèves féminines, notamment Pauline Auzou, Henriette Lorimier et Sophie Guillemard, qui étaient placées sous la supervision de l'épouse de l'artiste, Sophie Meyer, elle-même peintre.
Elle devient membre le 4 octobre 1793 de la Commune générale des arts, organisation qui remplace l'Académie royale de peinture, aux côtés de nombreuses autres femmes artistes, dont Sophie et Félicité Laborey, Louise Weyler et Sophie Regnault,. 
Le 7 septembre 1798, elle épouse un étudiant en médecine, Étienne-Emmanuel Lousier (1770-1840), qui soutient le 2 janvier 1802 (12 nivôse an X) sa thèse en médecine, Dissertation anatomique et physiologique sur la sécrétion du lait,. Il fut plus tard adjoint correspondant de l'Académie nationale de médecine (1825). 
Elle expose des cadres de miniatures aux Salons de 1799, 1800 et 1801.
À compter du 4 juin 1802, elle étudie la peinture miniature auprès de Jean-Baptiste Jacques Augustin.
Elle est refusée au Salon de 1804.
Le couple s'installe à Vendôme au plus tard dans les années 1810. Ils achètent notamment le manoir de Bezay, à Nourray.
Elle meurt à l'âge de 68 ans le 16 mars 1844 dans l'ancien 11e arrondissement de Paris, et est enterrée aux côtés de son conjoint au cimetière de La Tuilerie à Vendôme. En date de janvier 2020, leur sépulture était considérée en état d'abandon.
Le couple avait eu au moins une enfant, Victorine Lousier, née à Paris le 24 janvier 1802, mariée à Vendôme le 17 février 1824 à Antoine André Desvaux, magistrat, expert en agriculture et en chimie, qui adopte plus tard le double patronyme Desvaux-Louzier et fut maire de Mondoubleau ainsi que conseiller général de Loir-et-Cher (canton de Mondoubleau). L'un de leurs fils est le botaniste Émile Desvaux (1830-1854).